# Robert Pražák
Robert Pražák (Pilsen, Checoslovaquia, 2 de diciembre de 1892-ibídem, 16 de mayo de 1966) fue un gimnasta artístico checoslovaco, triple subcampeón olímpico en París 1924.

## Carrera deportiva
En los JJ. OO. de París 1924 gana tres medallas de plata: en la general individual —tras el yugoslavo Leon Štukelj y por delante de su compatriota Bedřich Šupčík (bronce)—, en anillas —tras el italiano Francesco Martino— y en barras paralelas, tras el suizo August Güttinger.